# Enigmella thallina
Enigmella thallina là một loài rêu trong họ Acrobolbaceae. Loài này được G.A.M. Scott & K. G. Beckm. mô tả khoa học đầu tiên năm 1992.